# Розлуцький деканат
Розлуцький деканат — колишня структурна одиниця Перемишльської єпархії греко-католицької церкви з центром в с. Розлуч. Очолював деканат декан.

## Територія
В 1936 році в Розлуцькому деканаті було 12 парафій:
1. Парафія с. Волосянка Велика з філією в с. Волосянка Мала;
2. Парафія с. Головсько з філією в с. Зубриця та приходом у с. Крентята;
3. Парафія с. Ісаї з приходом у присілку Ісаї Зарічні, Річка, Бережанець;
4. Парафія с. Ластівки;
5. Парафія с. Недільна;
6. Парафія с. Розлуч;
7. Парафія с. Свидник;
8. Парафія с. Топільниця з приходом у присілку Силовка;
9. Парафія с. Турє;
10. Парафія с. Турє Горішне;
11. Парафія с. Явора над Стриєм з філією в с. Явора Долішна;
12. Парафія с. Ясінка Масьова з філією в с. Кіндратів.

### Декан
- 1936 — Козбур Стефан в Ясінці Масьовій.

### Кількість парафіян
1936 — 15 828 осіб.
Деканат було ліквідовано в 1946 р.